# Maria De Filippi

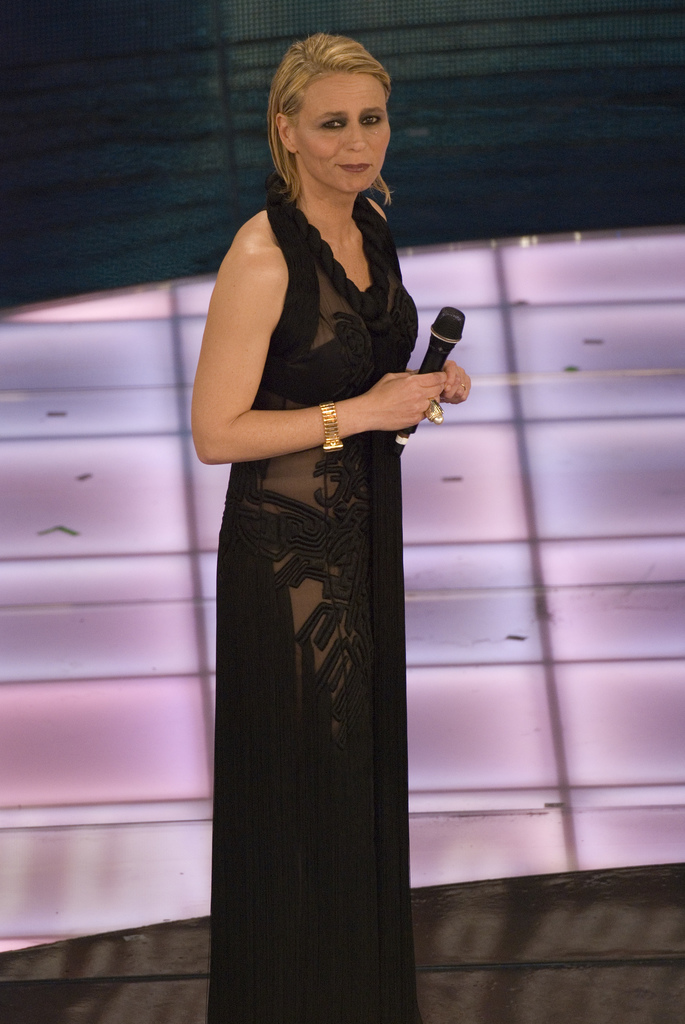
Maria De Filippi, 2009

Maria De Filippi (* 5. Dezember 1961 in Mailand) ist eine italienische Fernsehmoderatorin. Für ihre Sendungen, fast ausschließlich im Privatfernsehen, wurde sie mit zahlreichen Fernsehpreisen ausgezeichnet.

## Karriere
De Filippi wuchs in Pavia auf und besuchte dort das humanistische Gymnasium sowie die Universität, an der sie mit dem Diplom in Rechtswissenschaften abschloss. Zunächst arbeitete sie für die Rechtsabteilung einer Videoproduktionsgesellschaft in Mailand, ab 1989 für eine Beratungsgesellschaft im Bereich Kommunikation in Rom. In dieser Zeit lernte sie den Journalisten und Moderator Maurizio Costanzo kennen, den sie 1995 heiratete.
Zusammen mit Alberto Silvestri entwickelte De Filippi 1992 die Talkshow Amici, die sie auf Canale 5 ab der zweiten Staffel 1993 auch selbst moderierte. Ab diesem Zeitpunkt trat sie häufiger als Moderatorin eigener Fernsehsendungen im Mediaset-Fernsehen auf, etwa der Datingshow Uomini e donne oder der Doku-Soap C’è posta per te. 2001 startete sie die erfolgreiche Castingshow Amici di Maria De Filippi (damals noch unter dem Titel Saranno famosi). Weitere Sendungen mit De Filippis Beteiligung sind etwa das Music Summer Festival oder die Castingshows Italia’s Got Talent und Tu Si Que Vales (jeweils als Jurorin).
2009 war die Moderatorin erstmals beim von der Rai produzierten Sanremo-Festival 2009 einen Abend als Komoderatorin tätig, beim Festival 2017 war sie feste Komoderatorin neben Carlo Conti.

## Sendungen

### Moderationen
- Amici (Canale 5, 2001- )
- Ai tempi miei (Rete 4, 1993)
- Amici di sera (Canale 5, 1993–1997)
- Dice Lui, Dice Lei (Teil von Forum; Canale 5, 1995–1996)
- Uomini e donne (Canale 5, 1996–)
- Teil von Buona domenica (Canale 5, 1997–1998)
- Accadde domani (Canale 5, 1998)
- Missione impossibile (Canale 5, 1998)
- Coppie (Canale 5, 1999)
- Coppie – Monica Lewinsky (Canale 5, 1999)
- Coppie – Ciao Amore (Canale 5, 1999)
- Colpo di scena (Canale 5, 1999)
- C’è posta per te (Canale 5, 2000–)
- 18° Gran Premio Internazionale dello Spettacolo (Canale 5, 2001)
- Saranno famosi (Amici di Maria De Filippi; Italia 1, 2001–2003; Canale 5, 2002–)
- Volere o volare (Canale 5, 2004)
- Vero amore (Canale 5, 2005)
- Striscia la notizia (Canale 5, 2005, 2015)
- Unan1mous (Canale 5, 2006)
- Sanremo-Festival (Rai 1, 2009, 2017)

### Produktionen
- Uomini e donne (Canale 5, 1996–)
- C’è posta per te (Canale 5, 2000–)
- Amici di Maria De Filippi (Canale 5, 2002–)
- Volere o volare (Canale 5, 2004)
- Grandi domani (Italia 1, 2005)
- Uno due tre stalla (Canale 5, 2007)
- Il ballo delle debuttanti (Canale 5, 2008)
- Italia’s Got Talent (Canale 5, 2009–2013)
- The Winner Is (Canale 5, 2012)
- Coca Cola Summer Festival (Canale 5, 2013–)
- Temptation Island (Canale 5, 2014–)
- Tú sí que vales (Canale 5, 2014–)
- Pequeños gigantes (Canale 5, 2016–)
- Selfie – Le cose cambiano (Canale 5, 2016)
- House Party (Canale 5, 2016)

## Belege
1. ↑  Sara Sirtori: Maria De Filippi: tutto sulla la regina della televisione italiana. In: IoDonna.it. RCS MediaGroup, 11. Januar 2017, abgerufen am 11. Januar 2017 (italienisch).

| Personendaten    | Personendaten                   |
| ---------------- | ------------------------------- |
| NAME             | De Filippi, Maria               |
| KURZBESCHREIBUNG | italienische Fernsehmoderatorin |
| GEBURTSDATUM     | 5. Dezember 1961                |
| GEBURTSORT       | Mailand                         |